# Pallacanestro in carrozzina ai XVII Giochi paralimpici estivi
Il torneo di pallacanestro in carrozzina dei XVII Giochi paraolimpici estivi si è svolto dal 29 agosto all'8 settembre 2024 al Palazzo dello Sport di Parigi-Bercy. Rispetto alla precedente edizione il numero di squadre è stato diminuito a otto sia nel torneo maschile che nel torneo femminile.

## Formato
Le squadre hanno partecipato a una fase di qualificazione a gruppi, seguita da incontri a eliminazione diretta comprensivi di quarti di finale e semifinale. Sono state disputate la finale per la medaglia di bronzo e le partite valide per il piazzamento definitivo in classifica.

## Calendario
| Pallacanestro in carrozzina ai XVII Giochi paralimpici estivi | Pallacanestro in carrozzina ai XVII Giochi paralimpici estivi | Pallacanestro in carrozzina ai XVII Giochi paralimpici estivi | Pallacanestro in carrozzina ai XVII Giochi paralimpici estivi | Pallacanestro in carrozzina ai XVII Giochi paralimpici estivi | Pallacanestro in carrozzina ai XVII Giochi paralimpici estivi | Pallacanestro in carrozzina ai XVII Giochi paralimpici estivi | Pallacanestro in carrozzina ai XVII Giochi paralimpici estivi | Pallacanestro in carrozzina ai XVII Giochi paralimpici estivi | Pallacanestro in carrozzina ai XVII Giochi paralimpici estivi | Pallacanestro in carrozzina ai XVII Giochi paralimpici estivi | Pallacanestro in carrozzina ai XVII Giochi paralimpici estivi | Pallacanestro in carrozzina ai XVII Giochi paralimpici estivi | Pallacanestro in carrozzina ai XVII Giochi paralimpici estivi |
| Torneo                                                        | Gio 29                                                        | Ven 30                                                        | Sab 31                                                        | Dom 1                                                         | Lun 2                                                         | Mar 3                                                         | Mer 4                                                         | Gio 5                                                         | Ven 6                                                         | Sab 7                                                         | Sab 7                                                         | Dom 8                                                         | Dom 8                                                         |
| ------------------------------------------------------------- | ------------------------------------------------------------- | ------------------------------------------------------------- | ------------------------------------------------------------- | ------------------------------------------------------------- | ------------------------------------------------------------- | ------------------------------------------------------------- | ------------------------------------------------------------- | ------------------------------------------------------------- | ------------------------------------------------------------- | ------------------------------------------------------------- | ------------------------------------------------------------- | ------------------------------------------------------------- | ------------------------------------------------------------- |
| Maschile dettagli                                             | G                                                             | G                                                             | G                                                             | G                                                             | G                                                             | QF                                                            |                                                               | SF                                                            |                                                               | B                                                             | F                                                             |                                                               |                                                               |
| Femminile dettagli                                            | G                                                             | G                                                             | G                                                             | G                                                             | G                                                             |                                                               | QF                                                            |                                                               | SF                                                            |                                                               |                                                               | B                                                             | F                                                             |

| G | Gironi eliminatori | QF | Quarti di finale | SF | Semifinali | B | Finale medaglia di bronzo | F | Finale medaglia d'oro |

## Podi
| Evento           | Oro         | Argento       | Bronzo   |
| ---------------- | ----------- | ------------- | -------- |
| Torneo maschile  | Stati Uniti | Gran Bretagna | Germania |
| Torneo femminile | Paesi Bassi | Stati Uniti   | Cina     |